# Route départementale 617 (Alpes-de-Haute-Provence)
Pour les articles homonymes, voir Route départementale 617.
La route départementale 617, abrégée en RD 617 ou D 617, est une des Routes des Alpes-de-Haute-Provence, qui relie Mirabeau (de la RD 17) à Mirabeau (Village).